# Теория системы ценностей Стродбека и Клакхона
Теория системы ценностей Стродбека и Клакхона - теория базовых человеческих ценностей в кросс-культурной психологии, которая на основе математических методов исследований утверждает, что люди разделяют общие биологические особенности и характеристики, которые формируют основу для развития культуры. Ценностные ориентации здесь определяются как логическим образом сгруппированные, сложносоставные принципы, придающие направленность мотивам человеческого мышления.

## Предпосылки возникновения теории

### Формирование общего ценностного отношения человека к миру
Начиная с рождения каждый ребёнок активно осваивает культуру, к которой он принадлежит. Происходит это во время коммуникации с родными и незнакомыми людьми при помощи вербальных и невербальных техник общения. Исходя из неких принципов, усвоенных в процессе этой коммуникации, человек образует для себя категории добра и зла, справедливого и не справедливого. Осмысливая происходящие вокруг события, человек решает для себя, что представляется ему важным в жизни, а что кажется совсем не существенным - в результате этого процесса и формируется его ценностное отношение к миру, в соответствии с которым все предметы и явления рассматриваются им по критерию важности и пригодности для его жизни. Каждое событие, каждый предмет получают некоторую оценку по шкале ценностей, из которой и складывается отношение к нему.
По итогу получается общее ценностное отношение человека к миру, при котором те или иные явления жизни людей имеют для них определённый смысл и значимость.
Значение ценностей в жизни отдельного индивида и социума в целом крайне велико. Именно благодаря им происходит процесс подбора необходимой информации во время общения, устанавливаются социальные контакты, укрепляются навыки взаимодействия. Ценность - не есть вещь, а отношение человека к вещи (событию, процессу, другому человеку). Осознавая роль ценностей в процессе отношения человека с природой, социумом, ближайшим окружением и самим собой, К. Клакхон и Ф. Стродбек создают теорию системы ценностей, а главное понятие определяют как «сложные, определенным образом сгруппированные принципы, придающие стройность и направленность разнообразным мотивам человеческого мышления и деятельности в ходе решения общих человеческих проблем».
В человеческом сознании существует одновременно множество ценностей, поэтому вполне оправданно говорить о системе ценностей, поскольку ценности существуют не хаотично, они определённым образом упорядочены по отношению друг к другу. На этой основе в каждой культуре складывается своя система ценностей, отражающая её специфическое положение в мире. Система ценностей обыкновенно представляет собой иерархию, в которой ценности располагаются по нарастающей значимости. Благодаря этой системе обеспечиваются целостность данной культуры, её неповторимый облик, необходимая степень порядка и предсказуемости.

## Суть теории

### Ключевые положения
По мнению исследователей, ценности играют первостепенную роль во включении системы личности и социокультурной системы, обеспечивая необходимую между ними релевантность. В этом плане как личная, так и общественная жизнь с необходимостью требуют ценностных стандартов, в отношении которых должно доминировать всеобщее согласие. На перечисленных ниже трех постулатах строится вся теория системы ценностей:
- людей всех культур объединяет то, что они призваны решать одинаковые человеческие проблемы;
- существует ограниченный набор доступных решений, каждый из которых имеет свой ранг в определённой культуре внутри данного набора;
- все альтернативы всех решений представлены во всех обществах во все времена, но по-разному предпочитаются людьми.[5]

## Ценностные ориентации
Ценностные ориентации - это результат разрешения представителями разнообразных культур одинаковых проблем, которые возникают у всех. Это ответы на вопросы: "Как относиться к природе? Какова природа человека? Каков временной фокус человеческой жизни?  Как относиться к другим людям? Какова основная мотивация поведения?"

### Отношение к окружающей среде (природе)
Авторы выделяют три основных типа отношений человека и природы: гармония с природой, покорение природы человеком и доминирование природы. Гармония с природой - отсутствие противостояния природы и сверхприродного, продуктивное и насыщенное взаимодействие. Отличным примером здесь будет культура Китая, Японии. Покорение природы подразумевает подчинение природных сил, направление их на службу человека. В этом описании узнается культура Соединенных Штатов. В доминировании природы заложена уверенность в том, что она не может быть поставлена под контроль человека. Индивиды из культур с таким типом ориентации обычно не прибегают к советам врача на пороге смерти (традиционная культура Испании).

### Отношение ко времени
По мнению авторов, этот вопрос - один из ключевых, которые порождают межкультурные конфликты. Продолжая идеи Холла о разделении культур на полихронные и монохронные, Клакхон и Стродбек подчеркивают, что только одно из временных направлений (прошлое, настоящее, будущее) является превалирующими для общества. Большая часть европейских стран бережно относится к своим традициям, например Великобритания, ценит прошлое; Соединенные Штаты в свою очередь больше ориентированы на будущее.

### Ориентация на деятельность
Согласно их теории, культуры можно разделить на активные, пассивные и экзистенциальные.
Под активными культурами подразумеваются культуры, направленные на результат. Для людей таких культур не принято долго сидеть без дела (Германия, Австралия, Великобритания). Пассивные культуры более спонтанны, человек такого склада может долго откладывать дела, чтобы привлечь свои силы для достижения цели в самый последний момент. По мнению авторов теории, таковы испанская, итальянская, русская культуры. Наконец, экзистенциальные культуры - те, в которых деятельность человека имеет место постоянно, но в основном направлена не во внешний мир, а во внутренний. Это, например, культуры Юго-Восточной Азии.

### Отношения между людьми
Ф. Клакхон и Ф. Стродбек выделяют три варианта: линейность/авторитарность, коллатереалность/социальная направленность и индивидуализм. В качестве примера линейности (авторитарности) авторы приводят английскую аристократию. Большое внимание уделяется роду, семье, традиции; большое значение уделяется иерархии отношений. Социальная направленность (коллатереалность) ориентирована на улучшение отношений в группе, а не улучшение жизни конкретного индивида. Люди таких культур отдают себе отчет в том, что живут в социуме, и их деятельность направлена на обеспечение его запросов, а не удовлетворение своих потребностей. Авторы выделяют индийскую и японскую культуру как коллатеральные. Наконец, для промышленных стран более характерен индивидуализм – личные цели приоритетны для индивида и ставятся выше интересов группы.

## Критика
Одним из первых, кто выступил в зарубежной социологической литературе с критикой концепции ценности К. Клакхона, был Адлер. Он полагал, что нельзя говорить о ценности как об абстракции исследователя и в то же время как об имплицитной концепции индивида или группы. По мнению Адлера, проблематичной является также способность ценности оказывать влияние на поведение людей. Представления о желательном, утверждал американский социолог, могут вообще не оказывать никакого влияния на решения или действия индивидов.
На современном этапе концепции ценности Клакхон и Стродбека расценивается как субъективно-идеалистическая.